# 仓子乡
仓子乡，是中华人民共和国河北省承德市承德县下辖的一个乡镇级行政单位。

## 行政区划
仓子乡下辖以下地区：
仓子村、小河西村、三榆树村、西墩台村、碾槽沟村、河南村、沟门村、大平房沟村、新兴村、南松村、唐家湾村、马家营村、七家村、胜利村和大店村。